# Argentinidae
Las argentinas son peces marinos de la familia Argentinidae, distribuidos por el océano Pacífico, océano Atlántico e Índico. Su nombre procede del latín argentum , que significa plata, por el color plateado característico de la familia.
Poseen una aleta adiposa en el dorso a la altura de la base de la aleta anal, también característico de esta familia.
Su coloración es amarillenta en el cuerpo con una venda de plata brillante a lo largo de cada lado. Los individuos pequeños nacen con ocho vendas marrones pálidas a través de la parte posterior, pero desaparecen con la edad.

## Géneros
Existen 26 especies, agrupadas en los 2 géneros siguientes:
- Género Argentina (Linnaeus, 1758):
  - Argentina aliceae (Cohen y Atsaides, 1969) - Argentina alicia.
  - Argentina australiae (Cohen, 1958)
  - Argentina brasiliensis (Kobyliansky, 2004)
  - Argentina brucei (Cohen y Atsaides, 1969) - Argentina de Bruce.
  - Argentina elongata (Hutton, 1879)
  - Argentina euchus (Cohen, 1961)
  - Argentina georgei (Cohen y Atsaides, 1969)
  - Argentina kagoshimae (Jordan y Snyder, 1902)
  - Argentina sialis (Gilbert, 1890) - Argentina, Argentina del Pacífico, Pez-plata o Pejerrey.
  - Argentina silus (Ascanius, 1775) - Sula, Pez-plata o Tomasa.
  - Argentina sphyraena (Linnaeus, 1758) - Sula de altura, Pez-plata, Argentina, Abishoya, Peón, Pigudo o Polido.
  - Argentina stewarti (Cohen y Atsaides, 1969)
  - Argentina striata (Goode y Bean, 1896) - Argentina rayada o Argentina estriada.
- Género Glossanodon (Guichenot, 1867):
  - Glossanodon australis (Kobyliansky, 1998)
  - Glossanodon danieli (Parin y Shcherbachev, 1982 )
  - Glossanodon elongatus (Kobyliansky, 1998)
  - Glossanodon kotakamaru Endo y Nashida, 2010
  - Glossanodon leioglossus (Valenciennes, 1848) - Bocón o Argentina mayor.
  - Glossanodon lineatus (Matsubara, 1943)
  - Glossanodon melanomanus (Kobyliansky, 1998)
  - Glossanodon mildredae (Cohen y Atsaides, 1969)
  - Glossanodon nazca (Parin y Shcherbachev, 1982)
  - Glossanodon polli (Cohen, 1958)
  - Glossanodon pseudolineatus (Kobyliansky, 1998)
  - Glossanodon pygmaeus (Cohen, 1958) - Argentina pigmea.
  - Glossanodon semifasciatus (Kishinouye, 1904) - Argentina del Pacífico.
  - Glossanodon struhsakeri (Cohen, 1970)